# 僧達岸
僧达岸，五代十国僧人，俗名梁志清，新州（今广东省新兴县）人。
九岁时对《孝经》过目成诵。他对母亲说《孝经》能显亲扬名，学佛经可超生死。十二岁跟随慧涛出家，后来到云门跟随僧文偃受戒。至曹溪拜谒惠能像，抵达兴王府，住在法性寺。南汉后主劉鋹见到他，与他交谈，赐给他玉环、银钵、锦斓袈裟。他渡河至城西，登南岸，奏请移居。后主为他建造宝光寺，于是在此驻锡。